# Classens Have
Classens Have er et haveanlæg mellem Classensgade og Arendalsgade på Østerbro. Det blev anlagt af stadsgartner Valdemar Fabricius Hansen i 1925 i forbindelse med boligkomplekset Ved Classens Have. 24. marts 1942 blev der rejst en mindeobelisk for generalmajor Johan Frederik Classen i anlægget. 
Ejendommen Ved Classens Have er opført 1922-24 for KAB ved arkitekterne Povl Baumann, Peter Nielsen og Ole Falkentorp efter projekt af Hans Koch og Carl Petersen. Den er et nyklassicistisk hovedværk og er fredet.
Tidligere var Classens Have navnet på en større ejendom på Østerbro i København. Dens areal begrænsedes omtrent af de nuværende gader Østerbrogade, Classensgade, Gefionsgade og Rosenvængets Allé. Sit navn havde den fået efter sin sidste ejer, generalmajor Johan Frederik Classen (1725–1792), som ved sin død skænkede den, tillige med sine øvrige efterladenskaber, til Det Classenske Fideicommis. Dette lod senere ejendommen udparcellere og bortsælge. Den nuværende have og bygningen Ved Classens Have blev anlagt og opført af Det Classenske Fideikommis, men på en grund, som blev erhvervet i 1884, og haven og den nuværende bygning har derfor kun navnet til fælles med den oprindelige have. 
Den oprindelige Classens Have udgjorde længe en samlet ejendom og skiftede navn med de skiftende ejere. 1658 kaldtes den Verner Klaumans Have og nævnes som sådan i belejringens historie. Senere kaldtes den Laurvigens Have og Ahlefeldts Have, indtil den sidst i 1700-tallet fik det navn, den bar, da den blev udparcelleret: Classens Have. 
Mest kendt blev Classens Have ved udfaldet gennem Kastelsporten mod den engelske belejringshær 31. august 1807. Styrken talte mere end 2.000 soldater fra Kongens Livjægerkorps under major Frederik Conrad von Holstein, Danske Livregiment, Den Kongelige Livgarde samt herregårdsskytter og soldater fra Holmen. Udfaldet drev englænderne tilbage og haven blev ryddet for de træer og bygninger, der spærrede for udsynet. Det succesrige udfald havde dog ringe betydning for belejringens videre forløb. Lystejendommen Justinenborg fra 1795 blev under kampen ødelagt og haven henlå som vildnis i flere år. Flere af gadenavnene i det nu bebyggede kvarter minder om denne begivenhed (Holsteinsgade, Livjægergade).